# Zlatko Škorić
Zlatko Škorić (* 27. Juli 1941 in Zagreb; † 23. Mai 2019 ebenda) war ein jugoslawischer Fußballtorwart und -trainer.

## Karriere als Spieler

### Vereine
Škorić begann seine Profi-Karriere mit 19 Jahren bei Dinamo Zagreb, dem in seinem Geburtsort ansässigen Fußballverein. Mit dem Verein wurde er in neun Spielzeiten viermal Vizemeister und gewann dreimal den jugoslawischen Pokalwettbewerb sowie den Messestädte-Pokal 1967. Nach kurzen Aufenthalten in Frankreich bei Olympique Avignonnais und in Slowenien bei NK Olimpija Ljubljana wechselte er 1971 in die Bundesliga zum VfB Stuttgart, für den er in 24 Liga- und drei DFB-Pokalspielen zum Einsatz kam.
Ein Jahr später wechselte er zum FC Bayern München als zusätzlicher Ersatztorhüter neben Manfred Seifert hinter dem legendären Sepp Maier. Für die Bayern absolvierte er lediglich vier Spiele. Im DFB-Ligapokal gingen in der Vorrunde am 16. August 1972 (1:4 gegen den FC Bayern Hof; 3. Spieltag in Hof), 19. August (1:2 gegen den VfB Stuttgart; 4. Spieltag in Ulm) und 6. September (4:5 abermals FC Bayern Hof; 6. Spieltag in Bamberg) alle drei Spiele verloren. Am 26. Oktober 1972 gewann in seinem vierten und letzten Pflichtspiel mit dem FC Bayern im Rückspiel der zweiten Runde im Europapokal der Landesmeister beim 4:0-Sieg gegen Omonia Nikosia. 1973 verließ er, wie Ersatztorwartkollege Seifert, der 1972/73 ganz ohne Einsatz blieb, die Bayern. Hugo Robl und Walter Modick nahmen deren Position nunmehr ein. Škorić kehrte für zwei weitere Jahre nach Frankreich zurück, wo er als Stammtormann bei Olympique Avignon agierte. Nach einer weiteren Spielzeit als Stammtorwart bei NK Zagreb beendete er 1976 seine Karriere.

### Nationalmannschaft
Škorić spielte achtmal in der A-Nationalmannschaft seines Landes; erstmals am 1. April 1964 in Niš beim 1:0-Sieg über Bulgarien, letztmals am 8. Mai 1966 in Zagreb beim 2:0-Sieg über Ungarn. In den acht Länderspieleinsätzen wurde er einmal für Milutin Šoškić und einmal für Ilija Pantelić eingewechselt. Er wirkte auch in einem (für den Jugoslawischen Verband) als offizielles Länderspiel gewertetes „Benefiz“-Spiel (für die Erdbebenopfer von Skopje) mit, das in Belgrad mit 2:7 gegen die von Helmut Schön betreute „Europa-Auswahl“ (u. a. mit Uwe Seeler, Karl-Heinz Schnellinger, Lew Jaschin, Josef Masopust und Eusébio) verloren wurde. Ferner gehörte er dem Kader der Auswahlmannschaft an, die vom 11. bis 23. Oktober 1964 am olympischen Fußballturnier in Tokio teilnahm. In den fünf Spielen – einschließlich der Trostrunde – wurde er jedoch nicht eingesetzt.

## Karriere als Trainer
Nach seiner Karriere als Spieler schlug er die Trainerlaufbahn ein, die bei BSK Slavonski Brod begann. Später betreute er die Angolanische Nationalmannschaft; danach folgten Engagements bei NK Samobor, bei Dinamo Zagreb als Co-Trainer und schließlich bei HNK Segesta Sisak.

## Erfolge
- Messepokal-Sieger 1967
- Jugoslawischer Pokalsieger 1963, 1965, 1969
- Zweiter der Jugoslawischen Meisterschaft 1963, 1966, 1967, 1969